# Sebastien De Maio
Sebastien De Maio (Saint-Denis, Isla de Francia, 5 de marzo de 1987) es un futbolista francés. Juega de defensa y su equipo es el Mantova 1911 de la Serie B de Italia.

## Trayectoria
De Maio comenzó su carrera en las inferiores del Nancy, y en el verano de 2006 fue fichado por el Brescia. Debutó profesionalmente el 17 de junio de 2007, en la derrota por 0-2 ante el Rimini.

## Estadísticas
Actualizado al último partido disputado el 29 de noviembre de 2020.
| Club                           | Div.          | Temporada     | Liga  | Liga  | Copa nacional | Copa nacional | Copa internacional | Copa internacional | Otras | Otras | Total | Total |
| Club                           | Div.          | Temporada     | Part. | Goles | Part.         | Goles         | Part.              | Goles              | Part. | Goles | Part. | Goles |
| ------------------------------ | ------------- | ------------- | ----- | ----- | ------------- | ------------- | ------------------ | ------------------ | ----- | ----- | ----- | ----- |
| Brescia · Italia               | 2.ª           | 2006-07       | 1     | 0     | 0             | 0             | -                  | -                  | -     | -     | 1     | 0     |
| Brescia · Italia               | 2.ª           | 2008-09       | 3     | 0     | 1             | 0             | -                  | -                  | -     | -     | 4     | 0     |
| Brescia · Italia               | 2.ª           | 2009-10       | 31    | 0     | 2             | 0             | -                  | -                  | -     | -     | 33    | 0     |
| Brescia · Italia               | 1.ª           | 2010-11       | 2     | 0     | 2             | 0             | -                  | -                  | -     | -     | 4     | 0     |
| Brescia · Italia               | 2.ª           | 2011-12       | 39    | 1     | 2             | 1             | -                  | -                  | -     | -     | 41    | 2     |
| Brescia · Italia               | 2.ª           | 2012-13       | 40    | 3     | 1             | 0             | -                  | -                  | -     | -     | 41    | 3     |
| Brescia · Italia               | Total club    | Total club    | 116   | 4     | 8             | 1             | -                  | -                  | -     | -     | 124   | 5     |
| Celano (préstamo) · Italia     | 4.ª           | 2007-08       | 36    | 5     | 0             | 0             | -                  | -                  | -     | -     | 36    | 5     |
| Celano (préstamo) · Italia     | 4.ª           | 2009          | 12    | 1     | 0             | 0             | -                  | -                  | -     | -     | 12    | 1     |
| Celano (préstamo) · Italia     | Total club    | Total club    | 48    | 6     | 0             | 0             | -                  | -                  | -     | -     | 48    | 6     |
| Frosinone (préstamo) · Italia  | 2.ª           | 2011          | 18    | 1     | 0             | 0             | -                  | -                  | -     | -     | 18    | 1     |
| Frosinone (préstamo) · Italia  | Total club    | Total club    | 18    | 1     | 0             | 0             | -                  | -                  | -     | -     | 18    | 1     |
| Genoa · Italia                 | 1.ª           | 2013-14       | 23    | 2     | 0             | 0             | -                  | -                  | -     | -     | 23    | 2     |
| Genoa · Italia                 | 1.ª           | 2014-15       | 33    | 1     | 2             | 0             | -                  | -                  | -     | -     | 36    | 1     |
| Genoa · Italia                 | 1.ª           | 2015-16       | 28    | 1     | 0             | 0             | -                  | -                  | -     | -     | 28    | 1     |
| Genoa · Italia                 | Total club    | Total club    | 84    | 4     | 2             | 0             | -                  | -                  | -     | -     | 86    | 4     |
| Anderlecht · Bélgica           | 1.ª           | 2016-17       | 2     | 0     | 0             | 0             | 2                  | 0                  | -     | -     | 4     | 0     |
| Anderlecht · Bélgica           | Total club    | Total club    | 2     | 0     | 0             | 0             | 2                  | 0                  | -     | -     | 2     | 0     |
| Fiorentina (préstamo) · Italia | 1.ª           | 2016-17       | 6     | 0     | 1             | 0             | 2                  | 0                  | -     | -     | 9     | 0     |
| Fiorentina (préstamo) · Italia | Total club    | Total club    | 6     | 0     | 1             | 0             | 2                  | 0                  | -     | -     | 9     | 0     |
| Bologna · Italia               | 1.ª           | 2017-18       | 26    | 2     | 1             | 0             | -                  | -                  | -     | -     | 27    | 2     |
| Bologna · Italia               | 1.ª           | 2018-19       | 6     | 0     | 0             | 0             | -                  | -                  | -     | -     | 6     | 0     |
| Bologna · Italia               | Total club    | Total club    | 32    | 2     | 1             | 0             | -                  | -                  | -     | -     | 33    | 2     |
| Udinese · Italia               | 1.ª           | 2018-19       | 16    | 1     | 0             | 0             | -                  | -                  | -     | -     | 16    | 1     |
| Udinese · Italia               | 1.ª           | 2019-20       | 21    | 0     | 2             | 1             | -                  | -                  | -     | -     | 23    | 1     |
| Udinese · Italia               | 1.ª           | 2020-21       | 6     | 0     | 1             | 0             | -                  | -                  | -     | -     | 7     | 0     |
| Udinese · Italia               | Total club    | Total club    | 43    | 1     | 3             | 1             | -                  | -                  | -     | -     | 46    | 2     |
| Total carrera                  | Total carrera | Total carrera | 349   | 18    | 15            | 2             | 4                  | 0                  | 0     | 0     | 368   | 20    |